# Lepipaschia
Lepipaschia är ett släkte av fjärilar. Lepipaschia ingår i familjen mott.
Kladogram enligt Catalogue of Life:
| Lepipaschia | \| \| Lepipaschia inornata \| \| \| \| \| \| Lepipaschia limbata \| \| \| \| |
|             | \| \| Lepipaschia inornata \| \| \| \| \| \| Lepipaschia limbata \| \| \| \| |
|             | Lepipaschia inornata                                                         |
|             |                                                                              |
|             | Lepipaschia limbata                                                          |
|             |                                                                              |